# 야스민 가우리
야스민 가우리(우르두어: یاسمین غوری, 영어: Yasmeen Ghauri, 1971년 3월 23일 ~ )는 캐나다의 모델이다. 독일인 어머니와 파키스탄인 아버지 사이에서 태어났다.